# جراح‌ماهی باله‌زرد
جراح‌ماهی باله‌زرد (نام علمی: Acanthurus xanthopterus) نام یک گونه از سرده جراح‌ماهی است.